# Phyllanthus baladensis
Phyllanthus baladensis är en emblikaväxtart som beskrevs av Henri Ernest Baillon. Phyllanthus baladensis ingår i släktet Phyllanthus och familjen emblikaväxter. Inga underarter finns listade i Catalogue of Life.